# Accademia austriaca delle scienze

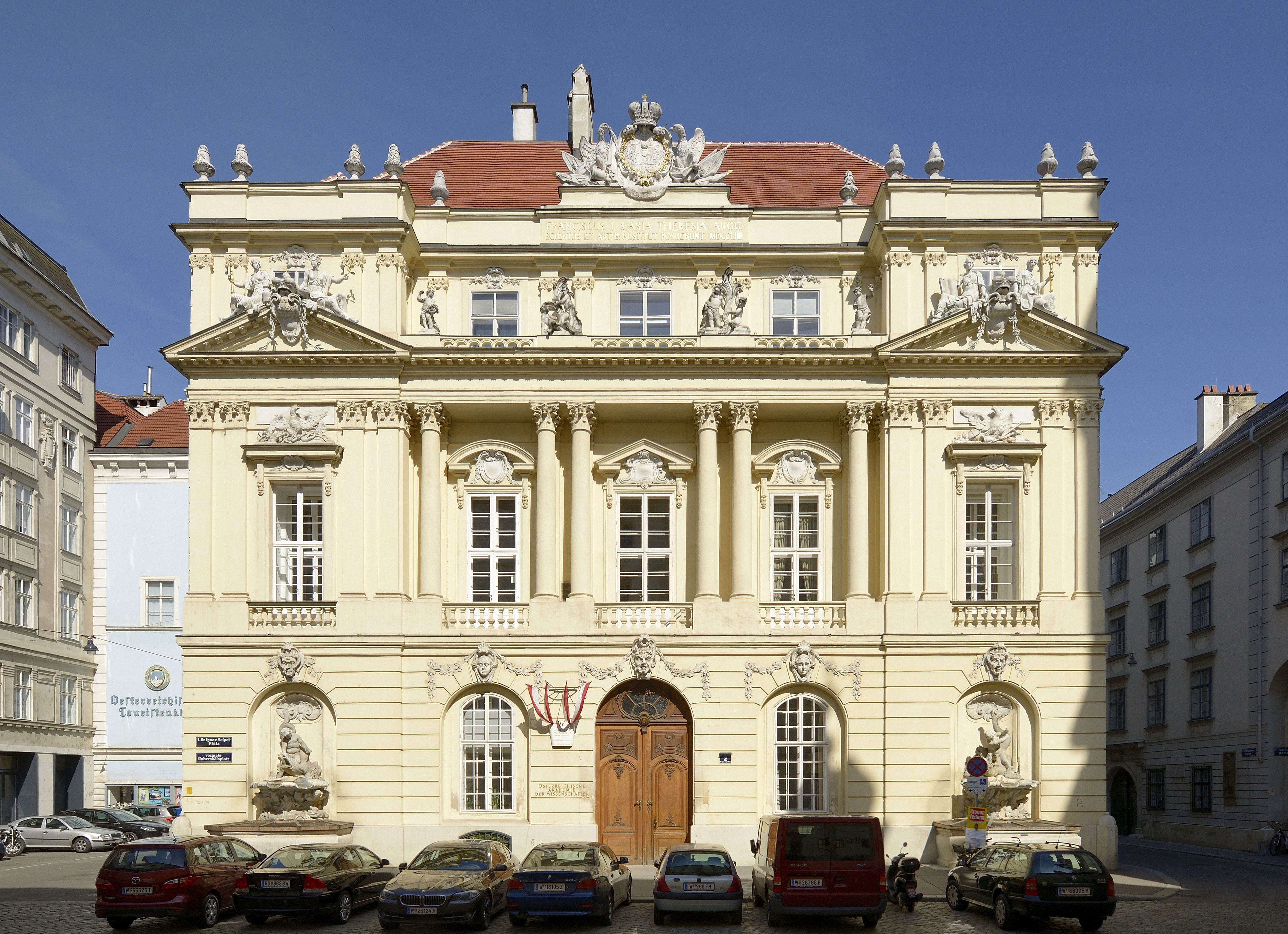
La sede dell'Accademia.

L'Accademia austriaca delle scienze (Österreichische Akademie der Wissenschaften; in epoca imperiale, Kaiserliche Akademie der Wissenschaften; per l'uso internazionale, Austrian Academy of Sciences in inglese) fu inizialmente proposta nel 1713 da Gottfried Wilhelm Leibniz.
Fu Leibniz, prendendo esempio dalla Società Reale inglese e dall'Accademia francese delle scienze, che iniziò a interessarsi a un'analoga accademia prussiana. Ma bisognerà attendere il 14 maggio 1847 perché su istanza di 72 intellettuali fosse istituita l'Accademia imperiale delle scienze, con decreto imperiale di Ferdinando I. Ha il compito di promuovere le scienze in tutti i suoi settori soprattutto nel campo della ricerca di base ed è considerata persona giuridica e patrimonio dello Stato secondo la legge austriaca. All'Accademia possono accedere sia austriaci che stranieri ed è divisa in due classi, matematico-scientifica e storico-filosofica.
Secondo lo statuto, il numero dei membri è di 600 (membri onorari con età superiore ai 70 anni, effettivi, corrispondenti, nazionali e stranieri) e vengono scelti una volta all'anno. Il vertice è detto "presidio" ed è composto da 4 membri. L'Accademia è ora strutturata in 65 orientamenti di ricerca con 18 Istituti, 3 sedi di ricerca e 44 commissioni.

## Materie rappresentate
- Matematica
- Scienze naturali
- Medicina
- Scienze tecniche
- Filologia
- Filosofia
- Storia
- Arte
- Musica
- lingue e letteratura
- Geografia
- Etnologia
- Diritto
- Economia
- Studio dei monumenti antichi